# Eat (Film)
Eat ist ein Underground-Experimentalfilm von Andy Warhol. Er wurde im Februar 1964 im Atelier von Robert Indiana im 16-mm-Format gedreht. Die Uraufführung fand am 16. Juli 1964 (zusammen mit Warhols Film Blow Job) in der Washington Square Gallery von Ruth Kligman in Manhattan durch die Film-makers’ Cooperative statt. Ein vierminütiger Auszug wurde (gemeinsam mit Kurzfassungen von Kiss, Haircut und Sleep) zu einer Komposition von La Monte Young auf dem New York Film Festival im September 1964 gezeigt.

## Handlung
Der Schwarzweiß-Stummfilm führt in einer Länge von 39 Minuten den US-amerikanischen Pop-Art-Künstler Robert Indiana beim Verspeisen eines Pilzes vor. Währenddessen sitzt seine Katze auf seiner Schulter. Laut Indiana fanden die Aufnahmen am 2. Februar statt.

## Hintergrund
Der mit Warhol befreundete Maler Indiana stellte mit diesem gemeinsam seit Ende 1962 in der Stable Gallery von Eleanor Ward aus. Inspiriert wurde der Film dadurch, dass sich Indiana am Abend zuvor den Film Tom Jones – Zwischen Bett und Galgen von Tony Richardson mit seinen orgiastischen Ess-Szenen im Fernsehen angeschaut hatte. Wie von Warhol in seinen frühesten Filmen (z. B. Sleep) bisweilen praktiziert, ist die Filmhandlung nicht identisch mit der tatsächlichen Handlung, sondern besteht aus einer rhythmisierten Montage mehrerer der insgesamt neun 3-Minuten-Filmrollen. Dies ist aber nur dann erkennbar, wenn man sich auf die Bildersprache einlässt und den Film nicht von vornherein als langweilig und sinnlos betrachtet. Es geht also weniger um die dargestellte Handlung als vielmehr um die Aufdeckung filmischer Illusion von dargestellter Handlung und die Hinterfragung von Erwartungen, die der Betrachter an das Medium „Film“ stellt.
Indiana nahm das Thema „Essen“ erneut auf, als er im Frühjahr 1964 eine blitzende elektrische „Eat“-Skulptur für die Weltausstellung in New York schuf.